# 기장오골계

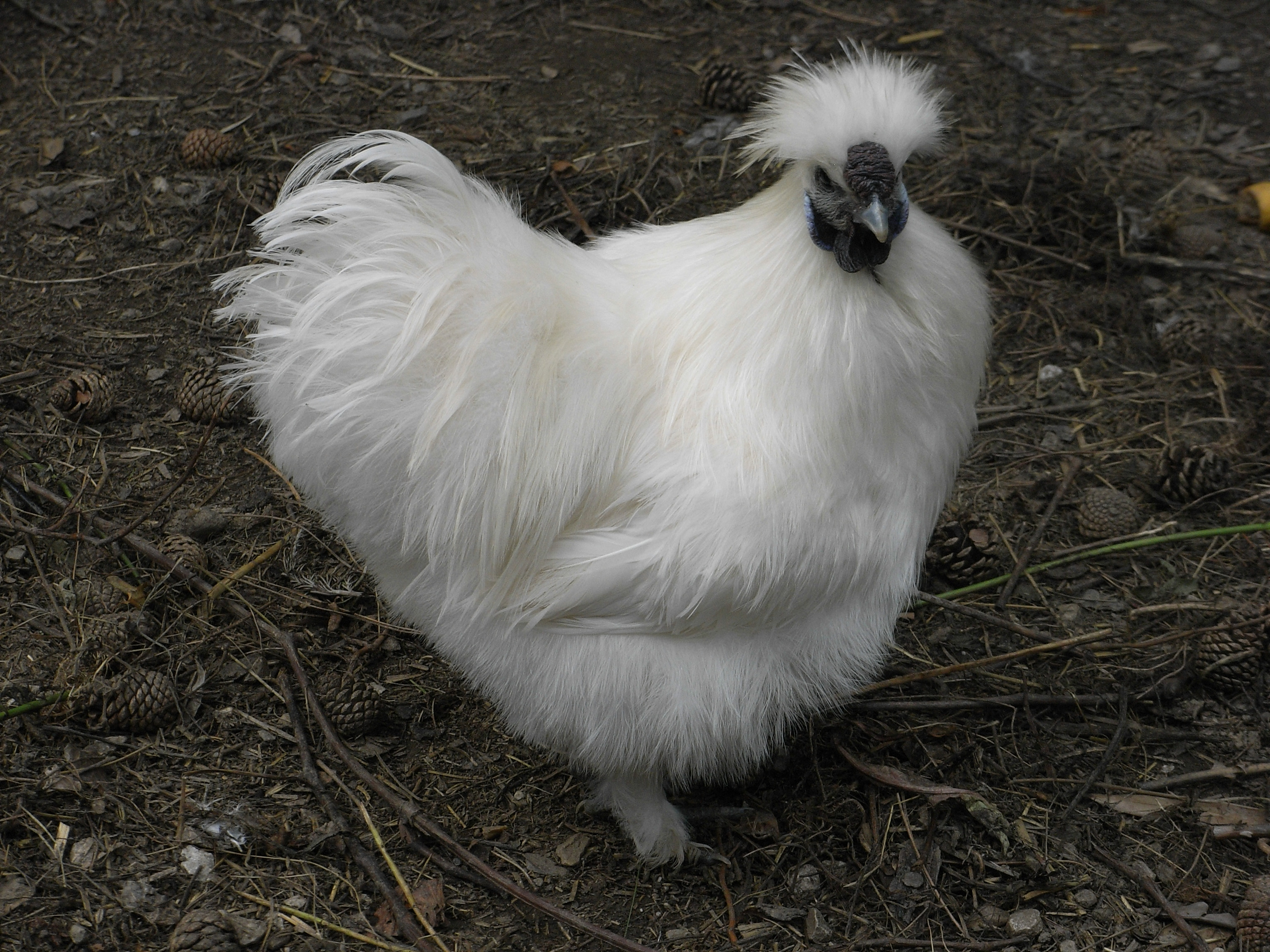
백봉오골계

기장오골계는 일제강점기에 처음 천연기념물로 지정되었으며, 그 후 해방이 됨에 따라 문화재청에서 1962년 천연기념물 135호로 재지정하였다. 하지만, 1980년대 질병으로 인하여 절멸되어 천연기념물에서 해제되었다.
오골계의 체형과 자세는 코친형으로 둥글고 미끈하다. 원산지는 중국 남부지역의 무산으로 알려져있으며, 최초의 기록은 중국 원나라시대에 중국을 방문한 마르코 폴로에 의해 기록되었다. 영어로는 실키(silky)라고 부르며, 현재는 중국 남부지역에서부터 일본, 유럽, 미국에 이르기까지 전 세계적으로 널리 사육하고 있는데, 이 품종이 언제 어디서 한국에 도입되었는지는 정확히 알 수 없으나 중국에서 신라시대 또는 그이전에 도입된 것으로 여겨진다. 일본에서는 독자적인 품종으로 잘 개량 고정시킨데 비해 한국에서는 품종의 고정이 다소 불완전하다. 따라서 비단 실과 같은 전형적인 부드러운 깃털이나 깃이 다리와 발가락을 완전히 덮고 있는 개체는 매우 찾아 보기 어렵다. 오골계는 몸이 흰색이고 깃털의 우판이 가늘게 갈라져 있어 유연한 견사와 같다. 머리는 작은 편이며 수컷의 머리 꼭대기에는 자흑색 또는 흑적색의 크거나 중간 크기의 벼슬이 있다. 한국에는 딸기 모양의 관을 가진 수컷이 흔하지만 때로는 삼매관 또는 장미관인 것도 있다. 부리는 청백색, 얼굴과 볏은 자흑색, 눈은 흑색, 귀볼은 청백색 또는 청옥색, 다리는 흑색이다. 짧은 목에는 깃털이 많으며 꼬리는 짧은 편이고 많지 않은 부드러운 깃털로 덮여 있다. 다리는 짧고 바깥쪽에 깃털이 나 있다. 피부·뼈 등이 자흑색을 띠며 5개의 발가락이 있는 것이 특징인데 뒷발가락 위에 또 하나의 긴 발가락이 있다. 성질이 온순하며 모계(母鷄)로서는 좋으며 애완용으로도 인기가 많다.

부산광역시 기장군 기장읍에 있던 사육장에서 입수한 알은 48.8~51.3mm×36.7~36.9mm 정도였고, 암컷의 몸무게는 0.64~1.13kg, 수컷은 1.5kg 내외였다. 대개 흰색 품종이지만 흑색 내종이나 드물게는 적색종, 회색종의 내종도 있다. 기장군 기장읍 대라리에 있던 천연기념물 제135호(1962. 12. 3 지정) 오골계는 질병으로 인하여 전멸함에 따라 천연기념물에서 해제되었다.,
충청남도 논산시 연산면 화악리의 오계는 새로이 천연기념물(265호)로 지정되어 보존되어 오고 있으나
연산오계와 경남 기장의 오골계는 품종이 다르며, 연산오계 (천연기념물 1980년 지정) 과 기장 오골계( 1981년 천연기념물 지정 해제 )는 서로 연관이  없다.
중국에서는 사우오골계(絲羽烏骨鷄) 또는 백봉오골계(白鳳烏骨鷄)라고 부르고 있다.

## 같이 보기
오골계